# Абія виблискуюча
Абія виблискуюча (Abia fulgens) — вид комах ряду перетинчастокрилих. Один з 13 видів євразійського роду; один з 4 видів роду у фауні України.

## Поширення
В Україні — західна частина Українських Карпат — масив Боржава (на висоті понад 1300 м над рівнем моря), гірський масив Полонина-Руна (с. Лумшори Перечинського району Закарпатської області). Ареал охоплює також локальні популяції в Піренеях, Альпах, Західних Карпатах і на Великому Кавказі (г. Казбек).

## Місця перебування
Субальпійські луки різного типу, криволісся та узлісся вздовж верхньої межі гірських лісів.
Чисельність та причини її зміни
Дуже низька (поодинокі особини). Причини зміни чисельності: негативний вплив інбридингу, що виникає через розрідженість популяцій, застосування пестицидів, знищення кормових рослин, діяльність ентомофагів.

## Особливості біології
Дає 1 генерацію на рік. Літ імаго триває з кінця травня до кінця липня. Живиться пилком і нектаром суцвіть зонтичних.

## Охорона
Вид занесений до Червоної книги України. Розріджені локальні популяції, можливо, охороняються у складі місцевих ентомокомплексів на субальпійських луках Карпатського біосферного заповідника. Треба докладніше вивчити особливості біології виду. Необхідно виявляти нові місця його перебування, створювати там ентомологічні заказники. Розмноження у неволі не проводилось.